# Wellman (Iowa)
Wellman è una città degli Stati Uniti d'America, situata nello Stato dell'Iowa, nella contea di Washington.